# NESARA
NESARA（National Economic Stabilization and Reformation Act、ネサラ）は、元はアメリカの在野のコンサルタントが提唱した経済改革案。
しかしこのNESARAというアイデアが公開されると1人歩きを始め、後にアメリカ合衆国議会上下両院を通過したと噂された。NESARAは直訳で「国民経済安全保証改革法」となるが、アメリカ政府がこの法案の施行にあたり様々な事実を隠しているとされたもの。事実関係ははっきりせず、都市伝説として扱われていると思われる。

## 概要
1980年代後半から1990年代にかけて、エンジニアリング・コンサルタントで教師のハーベイ・バーナード（Harvey Barnard）は、所得税などの廃止と売上税の導入・不動産担保ローンでの複利の廃止・金本位制など貴金属に裏打ちされた通貨の発行など一連の経済改革案を作成し提唱した。彼は政治的な関心がこの改革案に向くよう様々な試みを行ったものの成功しなかった。2000年になるとこの案をパブリックドメインとしてインターネット上に公開し、2001年にはNESARAの名前を冠した機関を設立する。
NESARAが公開されるとシャイニ・グッドウィン（Shaini Goodwin）という人物が自らのウェブサイトで、NESARA法案の扱いは散々だったものの2000年3月に非公開の議会審議を通過し、ビル・クリントン大統領も署名の後、2001年9月11日に法案施行されたと発表。この法案は合衆国最高裁判所により報道禁止命令（かん口令）が敷かれたとされた。グッドウィンは、クリントンに続くジョージ・ブッシュ大統領もNESARAの存在を国民の目から反らすために、9.11同時多発テロ事件とイラク戦争を演出したと主張。グッドウィンによるNESARA案は、当初のバーナードの提案から至極乖離していく。
その後インターネット上において、NESARAに関して様々な政府による陰謀案が語られるようになり、NESARAに関する研究グループが複数立ち上がっていった。信奉者からは、大量のUFOが近い将来やってくる、爬虫類系宇宙人がアメリカ政府をコントロールしているなど、予言めいた発言も上がるようになる。
NESARA提案者のバーナードは2005年になって、グッドウィンによって起こされたNESARAに関連する政府陰謀説などの存在に気がつく。そして彼はNESARA法案が可決された事実はないし、法案番号もないと否定した。しかしNESARAの信奉者らは、近い将来NESARAの予言は成就するとしばしば語っている。

## 関連書籍
- ケイ・ミズモリ 『世界を変えるNESARAの謎―ついに米政府の陰謀が暴かれる』明窓出版 ISBN 4896341597